# Surove Strasti
Surove Strasti su podcast započet u studenom 2017. s prosjekom objavljivanja od jedne epizode tjedno. Glavni format podcasta je intervju kojeg dva voditelja, Saša Tenodi i Ivan Voras,  vode s jednim ili dva gosta. Tema podcasta je "business & lifestyle", a najčešći su gosti podcasta poduzetnici iz Hrvatske i regije.
Surove Strasti su do kraja 2023. godine objavile intervjue s više od 350 gostiju.

## Vanjske poveznice
- Surove Strasti, službene mrežne stranice
- Klik.hr – Surove Strasti